# 曾淑娥
曾淑娥（1984年9月6日— ），是台灣女子足球運動員，她自2002年起代表中華台北女子足球代表隊參加各項國際賽事。

## 球員生涯
曾淑娥自12歲接觸足球，就讀小港高中時入選亞青陣容，於2002年亞足聯U-19女子足球錦標賽中，協助中華台北奪得亞軍，並以9顆進球獲得金靴獎大會及最佳球員。
2008年8月，曾淑娥通過日本女子足球聯賽的神戶 Tasaki Perule的測試，隨即因球隊解散，無法成行。2009年1月，曾淑娥通過日本女子足球聯賽的千葉 JEF的測試，但該隊臨時反悔，而無法加入。
2009年3月，曾淑娥通過日本女子足球聯賽的福岡 J. Anclas的測試，卻因該隊不提供簽證事宜，而無法成行。同年9月，曾淑娥加入澳洲的坎培拉聯隊。2012年9月，曾淑娥加入法國女甲的羅亞爾聖艾蒂安女子足球俱樂部。
2010年到2012年間，曾淑娥赴澳洲、美國及加拿大尋求機會，輾轉效力了科羅拉多急流、溫哥華白浪、斯波坎陽光等隊
2014年2月，曾淑娥加入奧地利SV Neulengbach，於3月23日代表SV Neulengbach先發出戰瑞典Tyresö FF在歐洲女子冠軍聯賽的賽事，攻進一球，使曾淑娥成為台灣第一位在歐洲女子冠軍聯賽出賽和進球的球員。
2014年9月，曾淑娥回到台灣加入台中藍鯨女子足球隊，10月5日首次出賽。2015年球季轉隊新竹FC，不久後加盟冰島菲爾基爾足球俱樂部，該年5月到8月間效力於菲爾基爾隊，同年9月時赴法國阿爾比隊測試，成功爭取到一季的合約。
2016年8月，曾淑娥加盟塞爾維亞女子足球超級聯賽勁旅ŽFK Spartak Subotica並且幫助球隊奪得冠軍，然而因為球隊欠薪，所以曾淑娥在2017年7月轉投中國女子足球甲級聯賽河南徽商。
2019年3月，曾淑娥加盟克羅埃西亞女子足球甲級聯賽的史普利特(ZNK Split)。

## 外部連結
- 曾淑娥 （页面存档备份，存于）在soccerway.com的球員資料
- ASPTT Albi球員介紹頁面 （页面存档备份，存于）